# フェリックス・ジアン
フェリックス・ジアン（Félix Ziem、1821年2月26日 - 1911年11月10日）はフランスの画家である。ヴェネツィアの風景など多くの風景画を残した。「バルビゾン派」の画家の影響も受けた。

## 略歴
コート＝ドール県のボーヌでポーランド系の移民の父親とブルゴーニュ生まれの母親の間に生まれた。父親はナポレオン戦争の時、プロイセン軍の兵士で、捕虜になりフランスに住むようになり、仕立て屋になったとされる。始め建築家を目指し、ディジョンの美術学校で学ぶが1839年に中退し、マルセイユで働く兄のもとで建築家として働いた。画家に転じ、マルセイユで美術学校を始め多くの学生を集めた。港町、マルティーグの風景を描くようになり、1841年にはイタリアを旅し、ヴェネツィアの風景に感銘を受けた。ニースなどで裕福な顧客に風景画を売って暮らし、1847年までイタリアや南フランス各地を旅した。1849年にパリに移り、「バルビゾン派」の画家、テオドール・ルソーとジャン＝フランソワ・ミレーと知り合い友人になった。
1849年のパリのサロンに初めて出展して、その後出展を続けた。 1859年に、モンマルトルに住むようになったが、しばしばバルビゾンを訪れた。1880年にニースにもアトリエを開き、多くの期間をニースで過ごした。
長命、多作な作家で生涯で10000点以上の作品を残したと推定されている。多くの風景を描いたマルティーグの街に、作品を寄贈し、1908年に自治体によってジアン美術館(Musée Ziem)が設立された。

## 作品

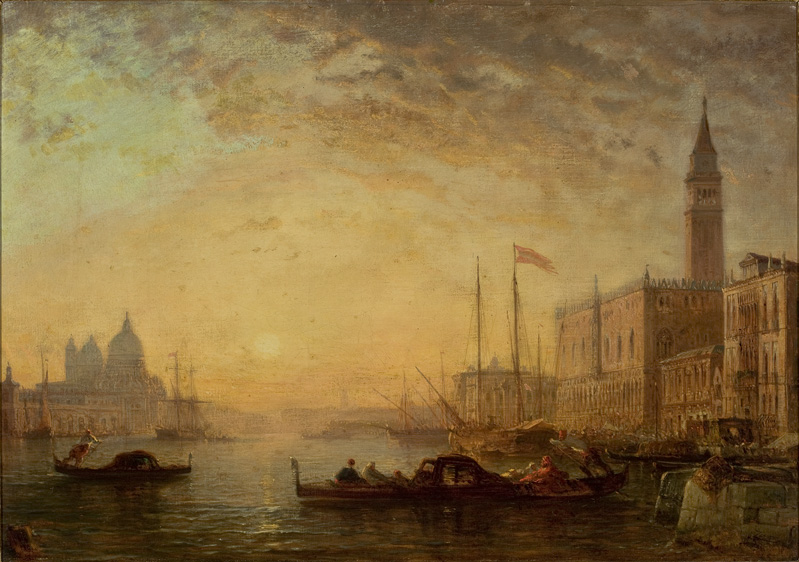
ヴェネツィアの運河
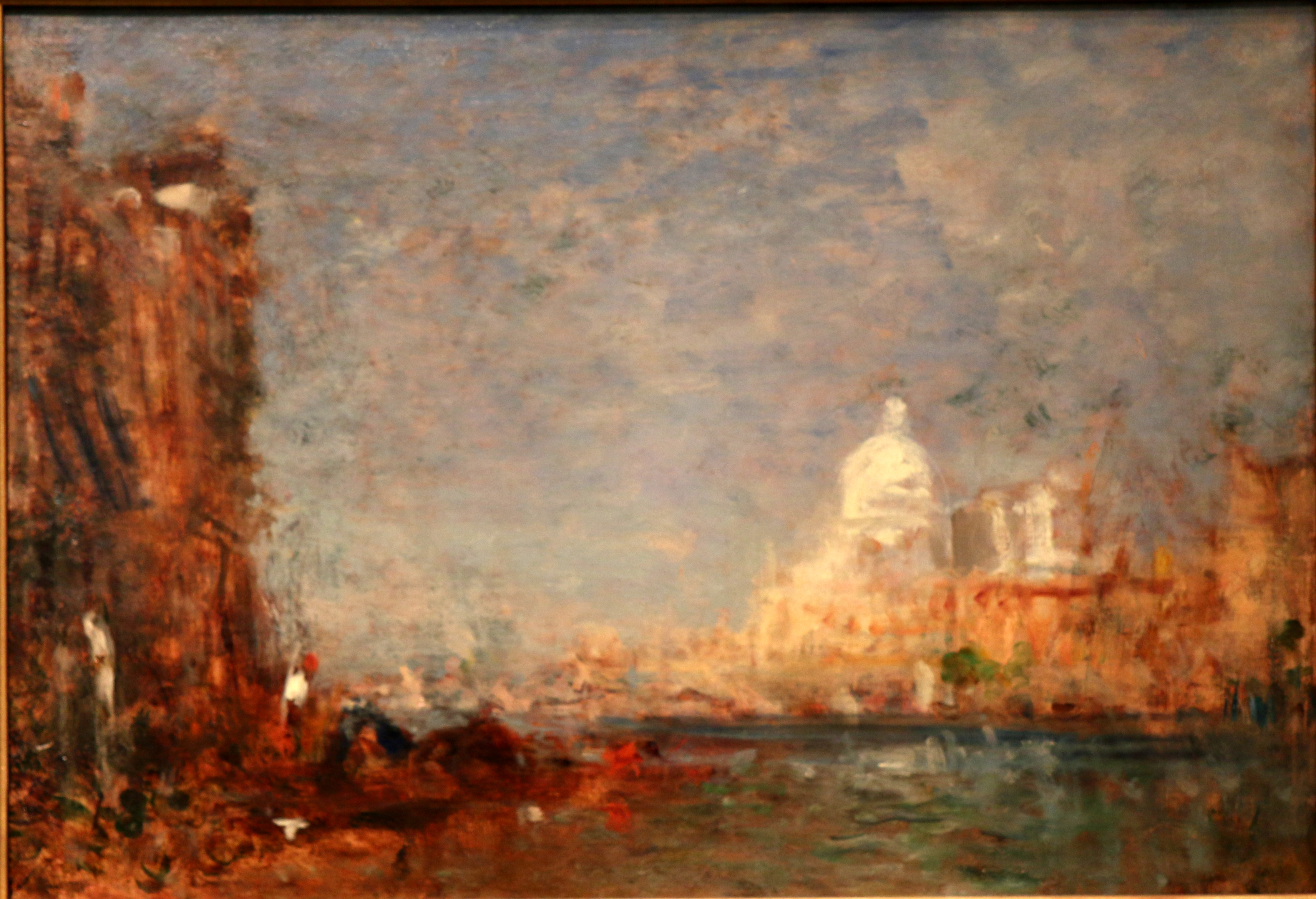
ヴェネツィア
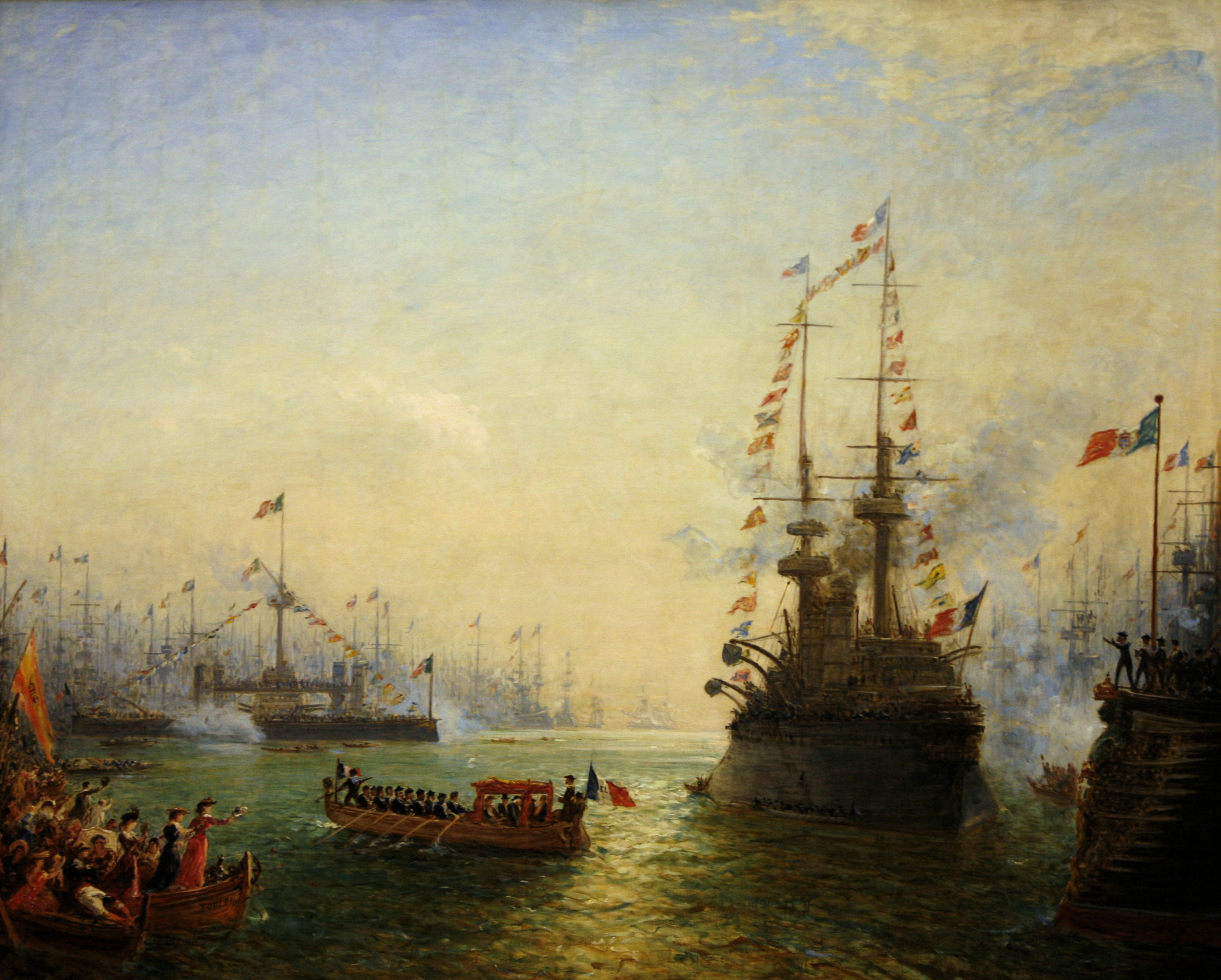
トゥーロン港のイタリア艦隊を訪れるフランス大統領(1901)
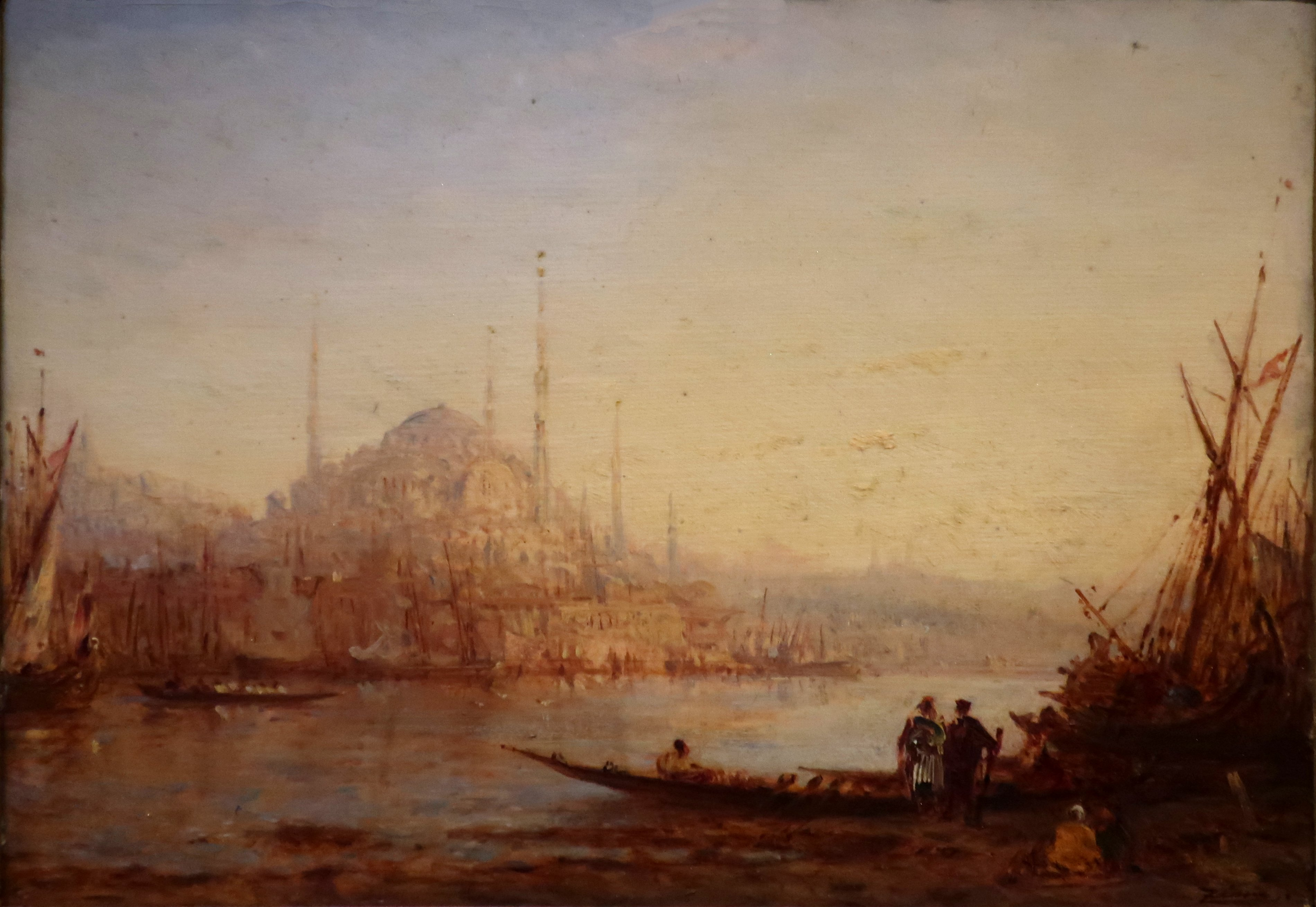
イスタンブールの風景
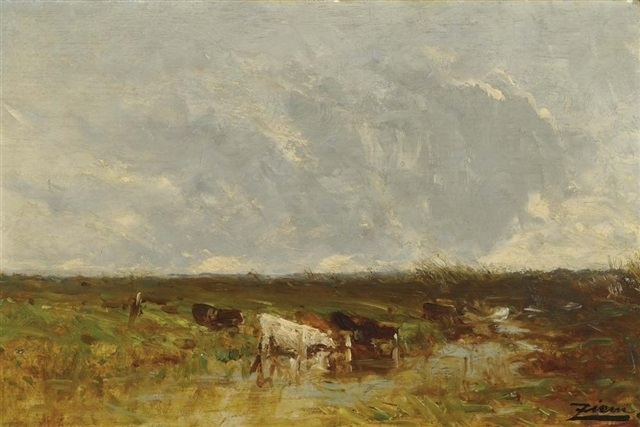
牧草地の牛
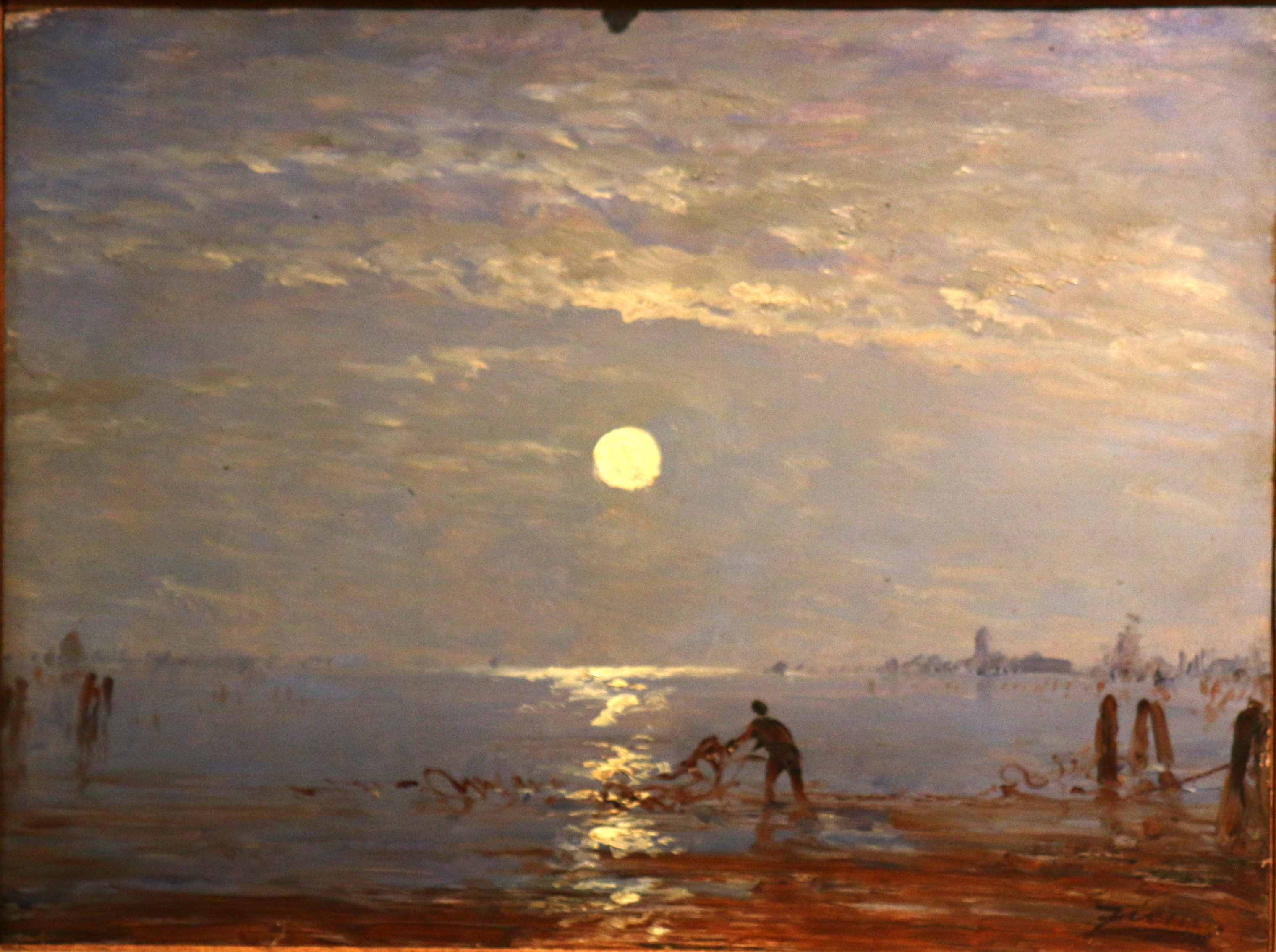
月明かりに照らされる漁師